# Corporate Avenue 1
Il Chongqing International Trade and Commerce Center (in cinese: 重庆天地), noto anche col nome di Jialing Fanying Tower 1 è un grattacielo in costruzione a Wuhan, in Cina. Con un'altezza di 458 m su 99 piani (più ulteriori 3 piani sotterranei), sarà uno degli edifici più alti del mondo., al completamento diventerà l'edificio più alto di Chongqing e della Cina sudoccidentale. La progettazione risale al 2009, mentre la costruzione, che è stata avviata nel 2013, dovrebbe completarsi nel 2021.

## Storia
Il Chongqing International Trade and Commerce Center è stato proposto per la prima volta nel 2007 con la costruzione che è iniziata nel 2012. Tuttavia, nel 2016 la costruzione ha rallentato notevolmente. Alla fine del 2019, la costruzione è infine aumentata e la torre principale è stata completata nel luglio 2022. Il completamento del complesso è previsto per il 2023-24 e sarà caratterizzato da spazi per uffici, residenziali, commerciali e di intrattenimento per apportare energia, attività e valore al sito.